# Kanton Cagnes-sur-Mer-1
 Cagnes-sur-Mer-1 is een kanton van het Franse departement Alpes-Maritimes. Het kanton maakt deel uit van het arrondissemente Grasse .

Het telt 42.930 inwoners in 2018.

Het kanton werd gevormd ingevolge het decreet van 24 februari 2014 met uitwerking op 22 maart 2015.

## Gemeenten
Het kanton omvat enkel een ( westelijk ) deel van de  gemeente :  Cagnes-sur-Mer.